# Dodge Dart
La Dodge Dart è un'automobile prodotta dalla casa automobilistica statunitense Dodge dal 1960 al 1976. 
In questi sedici anni sono state realizzate quattro generazioni della vettura. 
Nel 2012 il nome Dart è stato riutilizzato dalla Dodge per la realizzazione di un nuovo modello, la prima vettura del gruppo Chrysler interamente concepita e sviluppata sotto l'amministrazione di FCA.

## Storia
Vettura originariamente concepita per il solo mercato nordamericano, fu in seguito esportata in numerosi Paesi.
Rispondeva all'esigenza di introdurre sul mercato un'automobile dal basso prezzo ma dalle dimensioni comunque generose (la prima generazione misurava 5 metri e 30 centimetri) ma nelle generazioni successive abbandonò il segmento delle vetture Full-Size per coprire prima quello delle Mid-Size e infine (dal 1963 al 1976) quello delle vettura compact.
Nel 1971 fu lanciata sui mercati la versione sportiva, che fu chiamata Demon. 
Per trovare il nome più adatto al modello fu organizzato uno studio dal quale emerse il nome "Zipp", prontamente scartato.
Si decise quindi di ispirarsi alla corsa allo spazio di quegli anni, e all'uscita del Convair F-106 Delta Dart, di puntare sul nome Dart e sfruttarlo come emblema di modernità tendenza e tecnologia.
Nata nel 1960, fu aggiornata due volte nel bienno successivo.
Nel 1967 ricevette un ulteriore aggiornamento, a posteriori quello definitivo in quanto sostanzialmente invariato fino alla fine serie nel 1976, quando subentrò la Dodge Aspen.